# Шо-Вел-Там
Шо-Вел-Там — нафтове родовище у США. Входить до Західного Внутрішнього нафтогазоносного басейну.
Відкрите 1944 року.
Глибина залягання покладів 580…3000 м. Запаси 130 млн т.